# Антипапа Клемент VII
Роберт од Женеве (француски: Robert de Genève; 1342 – 16. септембар 1394.) је био противпапа Римокатоличке цркве у епохи Велике западне шизме. Био је први антипапа који је боравио у Авињону у Француској. 

## Биографија

### Рана каријера
Роберт је рођен у замку Анси 1342. године. Био је син Амадеја III од Женеве и Махауте од Булоња. Ујак му је био Гај од Булоња. Роберт је студирао на Сорбони у Паризу, где је стекао високо образовање. Године 1359. именован је за апостолског протонотара, те је 1361. године постао епископ Теруане. Надбискуп Камбреа постао је 1368. године, а кардинал 30. маја 1371. године. Од 1373. године налазио се на положају архиђакона Дорсета, а од 1374. године и пребенд парохијске цркве Свих Светих у Мидл Вудфорду (Вилтшир). Обе функције напустио је 1378. године. Од 1375. године је био ректор Вишопвермута у округу Дармат, у Енглеској. Од тих прихода живео је до свог избора за папу. 
Године 1377, док је Роберт боравио је као папски легат у горњој Италији (1376-1378) да би угушио побуну у Папској држави (познату као Рат осам светаца). Лично је командовао трупама које је папи позајмио кондотјер Џон Хоквуд против малог града Чезене, који је пружао отпор да буде придодат Папској држави. Роберт је одобио масакр од 3000-8000 цивила који је био суров и по средњовековним правилима рата. Због тога је добио надимак "Кољач из Чезене".
Након смрти свог брата Петра (1392) наследио је титулу грофа од Женеве, будући да су му четворица браће умрла без потомства. Титула је преко његове најстарије сестре Марије прешла на њеног сина, Хумберта од Тоара. 

### Папство
Роберт је изабран за папу у Фондију 20. септембра 1378. године од стране кардинала који су се противили повратку папства из Авињона у Рим и избору римског папе Урбана VI. Одабрао је папско име Клемент VII и постао први у низу авињонских "папа" (данас се сматра антипапом) такозване Западне шизме, која ће трајати до 1417. године. Након победе Урбанових трупа код Марина, Клемент је, осећајући се изложеним, побегао из Анањија у Сперлонгу, затим у Гаету, да би се коначно искрцао у Напуљ. Примљен је уз велике почасти од стране напуљске краљице Јоване I. Локално становништво то није одобравало, те је певало песме "Viva Papa Urbano" и "Muoia l'Anticristo". Сматрајући Напуњ несигурним, Клемент је побегао бродом у Авињон, где су га дочекали петорица кардинала. 
Француски краљ Шарл V, који је, чини се, претходно био обавештен о избору антипапе, убрзо је постао његов најзначајнији заштитник. Клемент је успео да на своју страну привуче Кастиљу, Арагон, Навару, велики део латинског истока, Фландрију. Шкотска је такође подржавала Климента, јер је Енглеска стала на страну Урбана. Имао је присталице расуте по Немачкој, док га је Португал у два наврата признао, али га је потом напустио. Његов ауторитет признавали су и Бургундија и Савоја. 
Папа Урбан је 29. новембра 1378. године екскомуницирао Климента. Подстакнут очекивањем да ће наследити краљицу Јовану, Луј I Анжујски, најстарији од браће краља Шарла, узео је Клемента у заштиту. Ова примамљива понуда довела је до низа експедиција у Италију извршених скоро искључиво о Клементовом трошку. Први пут је Луј кренуо у поход са око 40.000 војника. Поход је био неуспешан. Луј је изненада умро код Бишћеља (20. септембра 1384). Ипак, његови походи довели су до привременог успостављања анжујске власти у више наврата у Јужној Италији. Њихов најзначајнији резултат било је уступање Провансе војводама од Анжуја, каснијим краљевима Француске. После Лујеве смрти, Клемент се надао да ће у његовом сину-имењаку, Лују II, наћи подједнако способног и заинтересованог претендента. Покушао је да се повеже са Лујем I од Орлеана, братом Шарла VI, са самим Шарлом и са Жаном III од Армањака. 
Показало се да грубом силом Клемент не може да оствари своје циљеве. Маштајући о походу на Рим, Клемент никада није успео да га оствари. Због финансијских потреба курије приступио је симонији и изнуди, што је међу његовим присталицама довело до незадовољства. Да би обезбедио политичку подршку, сам је поставио деветнаесторицу од тридесет тројице кардинала. Умро је 16. септембра 1394. године у Авињону.